# Ampicilin
Ampicilin je beta-laktamski antibiotik iz skupine aminopenicilina, koja se i naziva skupina penicilina s proširenim spektrom djelovanja. Koristi se u liječenju bolesti uzrokovanih bakterijama od 1961.g.

## Farmakokinetika
Neke farmakokinetske osobine ampicilina su: postojanost u kiselom mediju i dobra reapsorpcija iz probavnog sustava (može se uzimati peroralno); dobro prolazi kroz moždane ovojnice (važno za liječenje meningitisa); izlučuje se bubrezima (važno za liječenje mokraćnih infekcija). 

## Način djelovanja
Ampicilin prirada skupini penicilina, a od samog penicilina se razlikuje u postojanju amino skupine, koja mu omogućava pentraciju kroz staničnu stijenku gram-negativnih bakterija. Tako da je ampiclin djelotvoran na iste vrste bakterija kao i penicilin, dok dodatno djeluje i na gram-negativne bakterije, pa se stoga i ubraja u skupinu penicilina s proširenim spektrom djelovanja. Ampicilin djeluje kao kompetitivni inhibitor transpeptidaza, koje su nužne za sintezu stanične stijenke, kao i penicilin. 